# Pierre Peloux (acteur)
Pour l’article homonyme, voir Pierre Peloux.
Pierre Peloux est un acteur français.

## Filmographie

### Cinéma

#### Longs métrages
- 1960 : Austerlitz : Daru
- 1961 : La Peau et les Os
- 1963 : Le Temps des copains

#### Courts métrages
- 1953 : Les Quatre Mousquetaires

### Télévision

#### Séries télévisées
- 1958 : Les Cinq Dernières Minutes : Vannier
- 1959 : En votre âme et conscience
- 1963 : Le Théâtre de la jeunesse : Le premier homme
- 1965 : Foncouverte : Un villageois
- 1967-1972 : Les Enquêtes du commissaire Maigret : Le docteur / Le Marlou
- 1971 : Les Dossiers du professeur Morgan
- 1979 : Le Vérificateur : Le bouquiniste
- 1979 : Mon ami Gaylord : Le patron du bistrot
- 1981 : Martine Verdier

#### Téléfilms
- 1968 : Coup de maître : Julien
- 1969 : Marie Waleska : Le père Stanislas
- 1971 : Yvette : Bastien
- 1972 : Les Fossés de Vincennes : Le gendarme Lamothe
- 1979 : Histoires de voyous: L'élégant
- 1979 : Histoires de voyous: Les marloupins
- 1979 : Les Grandes Conjurations: Le coup d'état du 2 décembre : Charles Thélin